# Говард-стрит (Шеффилд)
Говард Стрит (англ. Howard Street) — улица в центре Шеффилда (Англия). Напрямую соединяет площадь Шиф-скуэйр и одну из крупнейших транспортных магистралей, Арандел Гейт. С 2006 года объявлена пешеходной зоной для обеспечения безопасности пешеходов, пользующихся железнодорожной станцией Sheffield Midland. Говард Стрит по всей длине вымощена гранитом.
Верхнюю часть улицы объявили пешеходной зоной еще в конце 1990-х годов и трансформировали в площадь Холлэм-скуэйр, имеет форму половины амфитеатра с местами для сидения и фонтанами.
В нижней части Говард-стрит находятся:
- Howard Hotel, полудеревянный паб
- галерея искусств Artists Collective и магазин под названием SIlverworks, где свои работы выставляют и продают местные художники (Патрик Эмбер, Кесси Лимб и Горди Кевилл и др.)
- Научный парк Университета Шеффилд Холлэм

Южную сторону улицы занимают дома блокированной застройки.